# Verena Rodewald
Henriette Maria Verena Rodewald (* 5. August 1866 in Bremen; † 4. Dezember 1937 in Bremen) war eine deutsche Frauenrechtlerin und Politikerin (DVP).

## Biographie

### Familie
Verena Rodewald wurde als Tochter einer wohlhabenden Familie der Bremer Oberschicht geboren. Ihr Vater Hermann Georg Rodewald (1814–1891) war ein vermögender Kaufmann und ihre Mutter war mit Otto Gildemeister, dem später viermaligen Bürgermeister der Hansestadt, verwandt. Die Familie wohnte in der Kohlkökerstraße 10, welche im Ortsteil Ostertor beziehungsweise im Stadtteil Mitte liegt. Ihr Bruder war der Kaufmann und Senator Hermann Rodewald.

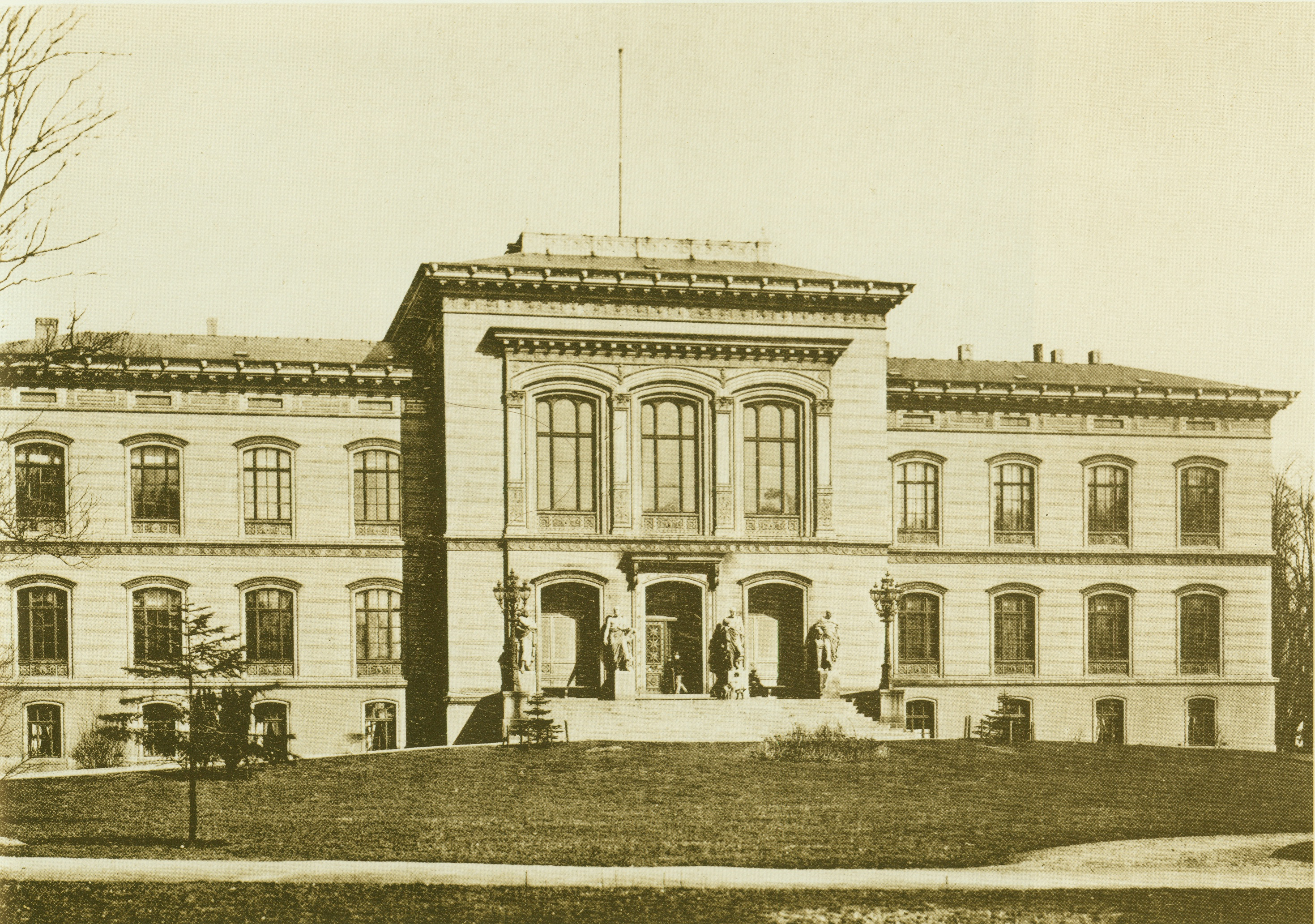
Verena Rodewald studierte unter anderem an der Universität Kiel

### Ausbildung und Beruf
Nach dem Besuch der Elementarschule wechselte Verena Rodewald auf eine Höhere Mädchenschule. Im Anschluss daran nahm sie an Gymnasialkursen in Berlin teil, bevor sie 1901 ihr Abitur am Alten Gymnasium in Bremen ablegte. Mit der finanziellen Unterstützung ihrer Familie und unter dem Verzicht auf eine mögliche Eheschließung begann sie in der Folge in Berlin sowie an der Christian-Albrechts-Universität zu Kiel und der Ruprecht-Karls-Universität Heidelberg Germanistik, Anglistik, Philosophie und Philologie zu studieren. In letzterem Fach promovierte sie 1908 in Heidelberg zum Dr. phil. mit dem Thema Das „á part“ im deutschen Schauspiel; ein Beitrag zur Technik des Dramas. Sie war eine der ersten Frauen im Deutschen Kaiserreich, die promovieren konnte. Einen Beruf ergriff sie dann nicht, sondern sie engagierte sich öffentlich für Frauen- und Bildungsfragen.

### Kampf für Frauenrechte
Nach Beendigung ihres Studiums kehrte Rodewald in ihre Heimatstadt zurück. Dort war sie zwei Jahre eines der Gründungsmitglieder des bürgerlichen Frauenstadtbundes, einer Vereinigung, in der 15 verschiedene Frauenverbände, wie etwa Lokalableger des Deutschen Bundes für Mutterschutz und Sexualreform und des Verbandes für Frauenstimmrecht, mit zusammen 600 Mitgliedern organisiert waren. Zielsetzung war die
„Förderung des weiblichen Geschlechts in wirtschaftlicher, sozialer, rechtlicher und geistiger Hinsicht und dadurch die Förderung des Allgemeinwohls“.
Rodewald wurde zur Ersten Vorsitzenden gewählt und hatte dieses Amt in zwei Perioden (1910 bis 1915 und 1917 bis 1925) insgesamt fünfzehn Jahre inne. Während ihrer zweiten Amtszeit erfolgte 1923 die Umbenennung des Frauenstadtbundes in Bremer Frauenverein. Während dieser Zeit stieg die Anzahl der im Frauenstadtbund organisierten Frauenvereine auf 43. Sie war eine bedeutende Frau der Bremer Frauenbewegung.

### Politikerin
Im Zuge der Novemberrevolution von 1918 und der etwas kürzer als einen Monat währenden Bremer Räterepublik im Januar und Februar 1919 formierte sich in Bremen der so genannte Bürgerausschuss. In diesem war das konservative und liberale Bürgertum organisiert, welches eine militärische Beendigung der unsicheren politischen Verhältnisse forderte. Für viele Beobachter überraschend und unerwartet wurde Rodewald gleich zur Gründung des Ausschusses in dessen geschäftsführenden Vorstand berufen. Zu ihrer Ernennung sagte sie später:

„So war es 1918 nicht das Gefühl der Gerechtigkeit, sondern Hoffnung auf Stimmenfang, die den Frauen die politische Gleichberechtigung brachte.“

Nach der Niederschlagung der Räterepublik trat Rodewald in die nationalliberale Deutsche Volkspartei (DVP) ein. Für diese zog sie nach den Bürgerschaftswahlen vom 2. März 1919 in die Bremer Nationalversammlung ein. Im Parlament, in dem sie vierzehn Jahre vertreten war, setzte sie sich besonders für Frauenrechte und Gleichberechtigung ein.
Sie befürwortete den Erhalt von Frauenbadeanstalten an der Weser und kämpfte für bessere Bildungschancen für Mädchen. Zu diesem Thema warnte sie die Mädchen, dass sie durch die Arbeit in den Haushalten nur eine einseitige Orientierung hätten. Verena Rodewald trat für die Zulassung weiblicher Abgesandter in der Schulaufsicht und die Zahlung von Zuschüssen an das Theater ein. Darüber hinaus befürwortete sie ein Festhalten am Religionsunterricht an Bremer Schulen sowie die Betreuung von Prostituierten, die sich mit sexuell übertragbaren Erkrankungen infiziert hatten.
Über die Anerkennung und Akzeptierung politisch aktiver Frauen äußerte sie sich:

„Die Männer, die die politische Frau ablehnen, lassen sich in verschiedene Typen gruppieren. Vom Spießbürger an, bis zum ritterlichen Mann, der für die Frau einstehen und sie behütet sehen möchte vor allem Kampf. Wir können gewiss sein, dass aus diesem stärksten Gegner einmal der beste Freund wird.“

Schwerpunkte ihrer Parlamentstätigkeit waren das Gesundheitswesens, Kultur- und Bildungswesen. Dabei kämpfte sie für eine bessere berufliche Ausbildung von Frauen.
Anders als viele ihrer Parteigenossen und Abgeordneten der DVP wechselte sie 1933 nach der Machtergreifung der NSDAP nicht in deren Lager über, sondern zog sich aus der Politik zurück.
Verena Rodewald liegt auf dem Riensberger Friedhof in Bremen-Schwachhausen begraben.